# Der holzgeschnitzte Prinz
Der holzgeschnitzte Prinz (ungarischer Originaltitel A fából faragott királyfi) (op. 13, Sz 60, BB 74) ist ein einaktiges Tanzspiel des ungarischen Komponisten Béla Bartók auf ein Libretto von József Újfalussy nach Béla Balázs. Die Uraufführung fand am 12. Mai 1917 in Budapest statt.

## Handlung des Tanzspiels
Das einaktige Werk behandelt ein Märchenthema mit einer Prinzessin und einem Prinzen als Handlungsträgern. Das Tanzspiel besteht aus einem Vorspiel („Einleitung“) und sieben Tänzen mit folgenden Bezeichnungen:
- Erster Tanz: Tanz der Prinzessin im Walde
- Zweiter Tanz: Tanz der Bäume
- Dritter Tanz: Wellentanz
- Vierter Tanz: Tanz der Prinzessin mit der Holzpuppe
- Fünfter Tanz: Die Prinzessin zerrt und rupft an ihm und will ihn zum Tanz nötigen
- Sechster Tanz: Mit verführerischem Tanze will sie ihn zu sich locken
- Siebter Tanz: Die Prinzessin will erschrocken zu ihm eilen, doch der Wald hält sie auf[1]

Das Vorspiel beginnt mit einem tiefen Orgelpunkt in C-Dur mit Obertönen, der das darauf folgende Erwachen der Natur einleitet und Parallelen zum Vorspiel von Richard Wagners Oper Das Rheingold aufweist.
Erst nach dem Vorspiel setzt die eigentliche Handlung ein. Eine hochmütige Prinzessin unter der Obhut einer Fee und ein Prinz leben, durch einen Wald und einen Bach getrennt, in ihren Schlössern. Der Prinz verliebt sich in die Prinzessin, wird aber durch den von der Fee verzauberten Wald (Tanz der Bäume) und ein anschwellendes Gewässer (Wellentanz) gehindert. Zunächst stellt sich die gesamte Natur gegen den Prinzen. Um die Aufmerksamkeit der Prinzessin zu erregen, fertigt er eine hölzerne Puppe an, die er mit seinen Haaren, seiner Kleidung und seiner Krone ausstattet. Die Prinzessin verliebt sich statt in den Prinzen in den Popanz, den die Fee so verzaubert, dass er springen und tanzen kann. Sie tanzt mit ihm in einem Pas de deux (Tanz der Prinzessin mit der Holzpuppe), ohne den Prinzen zu beachten. Der Prinz ist verzweifelt, aber die Natur, die ihm zuvor feindlich gesinnt war, tröstet ihn. Als die Puppe immer kraftloser wird und leblos zusammensinkt, wird sie von der Prinzessin beiseite gestoßen. Erst jetzt erkennt sie den Prinzen an und verliebt sich in ihn. Dieser aber entzieht sich ihr. Auch der Wald stellt sich ihr entgegen und verspottet sie mit verschiedenen Visagen hölzerner Prinzen. Erst als die Prinzessin ihren Stolz überwindet und sich im Schlusstanz ihres Schmuckes und ihres Haares entledigt, hat sie den Bann gebrochen. Prinz und Prinzessin sind vereint, und auch die Natur ist versöhnt. Das Werk schließt mit einer Hornmelodie.

## Musik

### Besetzung
Die szenische Aufführung des Werkes erfordert neben den Tänzern ein großes Orchester in folgender Besetzung:
- Bläser: 4 Flöten: (3. und 4. Flöte auch Piccoloflöte), 4 Oboen (3. und 4. auch Englischhorn); Altsaxophon in Es; Tenorsaxophon in B (+Baritonsaxophon in Es); 4 Klarinetten in B (auch Klarinetten in A, 3. und 4. auch Klarinette in Es); 1 Bassklarinette in B, 1 Bassklarinette in A; 4 Fagotte (3. und 4. auch Kontrafagott); 4 Hörner; 4 Trompeten in B; 2 Kornette in B; 3 Posaunen; Tuba;
- Pauken; großes Schlagwerk mit 5 Schlagzeugern;
- Celesta (2 Spieler[3]); 2 Harfen;
- Streicher: 16 erste Violinen, 16 zweite Violinen, 12 Bratschen, 10 Violoncelli, 8 Kontrabässe.[4]

Die Aufführungsdauer beträgt etwa 45 Minuten.

### Stilistisch
Bartók verwendet zwar in der Tradition von Richard Strauss im Holzgeschnitzten Prinzen ein großes spätromantisches Orchester, zeigt sich aber in der Instrumentation innovativ, indem er auch ungebräuchliche Instrumente wie Saxophone, Celesta und eine große Schlagzeugbatterie einsetzt. In der Tonsprache ist das Werk nicht spätromantisch, sondern eher impressionistisch, wobei eine „herbe Farblichkeit“ vorherrscht.
Trotz der Parallele des Vorspiels zu Richard Wagners Rheingold-Vorspiel wegen des tiefen Orgelpunkts in C-Dur mit Obertönen ist Bartóks Tonsprache eigenständig und die verwendete „nicht-diatonische“, sondern heptatonale Tonreihe beruht teilweise auf seinen Studien der rumänischen Volksmusik.
Auch im weiteren Verlauf des Werkes zeigt sich bei Bartóks Darstellungen der Natur die Nähe zur Volksmusik, jedoch „nicht in Form von folkloristischen Zitaten, sondern in eigenen, nachempfundenen Volksliedformen.“

## Entstehung

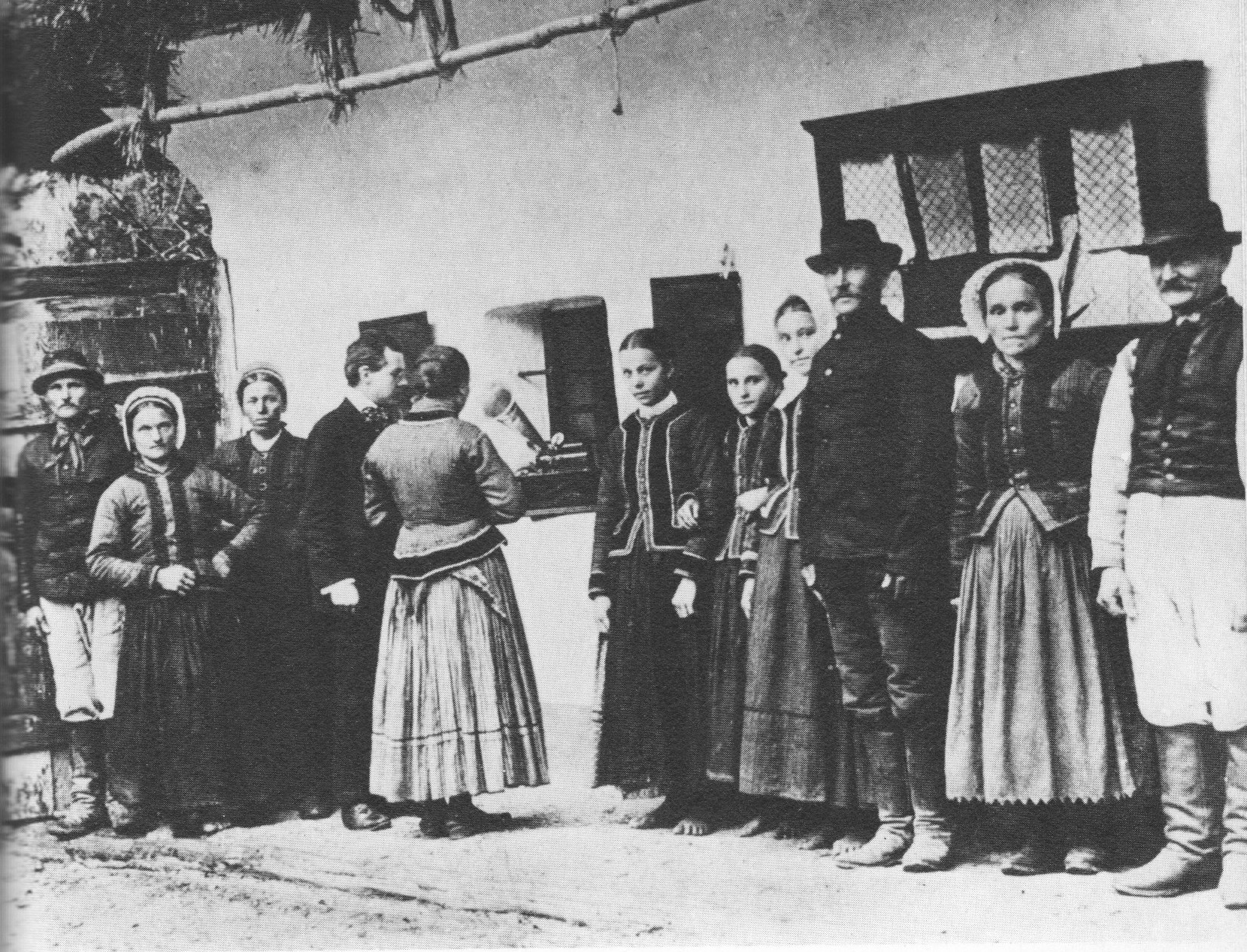
Bartók bei der Aufzeichnung von Volksmusik 1908

Nachdem Bartók seine 1911 vollendete einaktige Oper Herzog Blaubarts Burg auf ein Libretto von Béla Balázs zum Erkel-Wettbewerb und 1912 zum Rózsavölgyi-Wettbewerb eingereicht hatte, wurde sie beide Male als „unspielbar“ abgelehnt. Aufgrund dieser Enttäuschung zog sich Bartók aus der Neuen Ungarischen Musikgesellschaft zurück und beschäftigte sich hauptsächlich mit der Auswertung seiner auf Phonographenwalzen aufgenommenen ungarischen Volksmusik („Bauernmusik“), die einen Gegenpol zur volkstümlichen städtischen Musik darstellte. 1912 las er in der literarischen Zeitschrift Nyugat (Abendland) Béla Balázs’ Entwurf für ein Handlungsballett, das ihn interessierte. 1914 begann er mit der Komposition, was aus einem Brief an seine Mutter hervorgeht: „das Ballett entsteht; denn es verlangt danach.“ Nach dem Beginn des Ersten Weltkriegs unterbrach Bartók jedoch die kompositorische Arbeit, da er wenig Chancen sah, das Ballett zur Aufführung zu bringen.
Erst 1916 setzte er die unterbrochene Komposition fort, nachdem Béla Balázs in Verhandlungen mit dem Budapester Opernhaus erreicht hatte, dass das Werk im Frühjahr 1917 uraufgeführt werden sollte. Im Januar 1917 vollendete Bartók das Werk.
1917 schrieb Bartók rückblickend über die Entstehung des holzgeschnitzten Prinzen, dass der Impuls zur Komposition des Balletts aus der Abweisung seiner Oper entsprang, die auch wegen ihrer statischen Handlung als unspielbar und wegen ihrer Kürze nicht als abendfüllend galt. In Kombination mit den „spektakulären, farbigen, reichen und variablen Geschehnissen“ des Tanzspiels sah er dagegen eine Möglichkeit, „beide Werke an einem Abend aufzuführen.“
Die Premiere wurde mehrfach verschoben, einerseits, da sich das Orchester erneut geweigert hatte, ein Werk von Bartók aufzuführen, andererseits aber auch, weil sich niemand um die Arbeit auf der Bühne kümmern wollte, sodass schließlich Béla Balázs als Regisseur einsprang. Dass es trotz dieser Intrigen zur Uraufführung kam, war nicht zuletzt das Verdienst des italienischen Dirigenten Egisto Tango, der seit 1913 an der Budapester Oper wirkte.

## Rezeption
Während der Uraufführung am 12. Mai 1917 herrschte nach den Angaben von Béla Balázs eine „knisternde Spannung“, wobei viele konservative Zuschauer darauf warteten, das Werk durchfallen zu sehen. Letztendlich verschaffte jedoch die „Galerie“ dem Werk des als progressiv geltenden Komponisten Bartók einen durchschlagenden Erfolg. Bartóks Holzgeschnitzter Prinz blieb auf dem Spielplan und trug maßgeblich dazu bei, dass im Folgejahr auch Bartóks Oper Herzog Blaubarts Burg erfolgreich uraufgeführt werden konnte.
Einzig die konservative Musikkritik fand Einwände. So berichtete Zoltán Kodály in seinem Aufsatz über Béla Bartók: „Damals fand er [=Bartók] für die Trostlosigkeit seines Prinzen Klänge, die die Zuhörer erschauern machten und einige Kritiker zu der Bemerkung veranlaßten, das Werk sei verfehlt, weil die Musik für ein Feenmärchen zu tragisch anmute.“ Andere erkannten zwar „Bartóks Genie in den grotesken Tänzen, besonders in dem der Holzpuppe an, doch wollte sie [=die Kritik] den ausdrucksvollen Szenen keine Gerechtigkeit widerfahren lassen, erklärte sie vielmehr für kalt.“
Eine von Bartók zusammengestellte Konzertsuite mit drei Tänzen aus dem Werk wurde am 23. Februar 1931 unter der Leitung von  Ernst von Dohnányi uraufgeführt.
Heutzutage steht der Holzgeschnitzte Prinz im Schatten der beiden anderen Bühnenwerke Bartóks, der Oper Herzog Blaubarts Burg und der zwischen 1918 und 1924 entstandenen Tanzpantomime Der wunderbare Mandarin,
die nach dem Ende des Zweiten Weltkriegs auch als Konzertsuite einen großen Bekanntheitsgrad erreicht hat.
Eine Beschreibung des holzgeschnitzten Prinzen fehlt in Reclams Ballettführer, Ausgabe 2006, obwohl das Werk weiterhin aufgeführt wird, entweder als Ballett oder konzertant.

## Aufzeichnungen

### Gesamtaufnahmen
- London Symphony Orchestra unter Antal Dorati, Mercury Living Presence (Decca) 1964
- New Yorker Philharmoniker unter Pierre Boulez, CBS (Sony) 1972/1977
- Chicago Symphony Orchestra unter Pierre Boulez, DGG 1993
- Festivalorchester Budapest unter Iván Fischer, Decca 1996
- Ungarische Nationalphilharmonie unter Zoltán Kocsis, Hungaroton 2007
- Bournemouth Symphony Orchestra unter Marin Alsop, Naxos 2008

### Verfilmung des Balletts
- A faból faragott királyfi (Der holzgeschnitzte Prinz) (1970), Regie: Ádám Horváth[14]